# Kalyan (Indie)
Kalyan – miasto w Indiach, w stanie Maharasztra. W 2011 roku liczyło 1 247 327 mieszkańców.